# Tossal de Miralles
El Tossal de Miralles és una muntanya de 594 metres que es troba al municipi de Cervera, a la comarca catalana de la Segarra.
Al cim podem trobar-hi un vèrtex geodèsic (referència 268112001).